# Berlock

Berlocker i form av vattenkanna, kaffekanna och figur, 1700-tal.

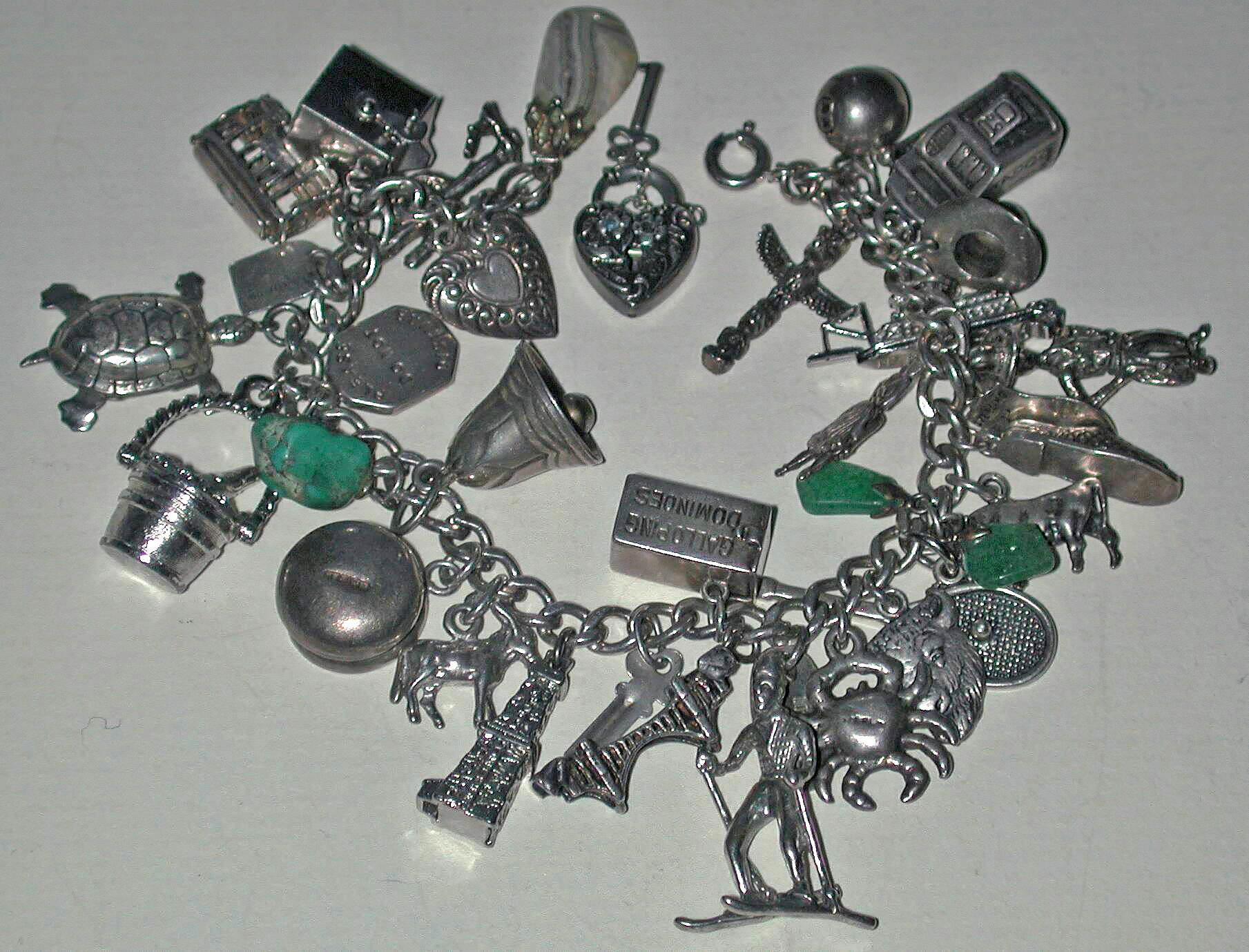
Ett armband med många berlocker

En berlock, av franska berloque, är ett litet föremål som kan fästas i ett smycke, till exempel ett armband eller halsband. Förr i tiden prydde ofta män sina klockkedjor till fickur med berlocker. Föremålet kan föreställa en mängd olika saker, till exempel ett hjärta, en fyrklöver, en fisk eller en ängel. 
Berlocker används ofta som lyckobringare eller som minnessak.
Ordet berlock är belagt i svenska språket sedan ca 1760.
En medaljong är ett smycke man kan bevara små föremål i. Vanliga föremål är ett fotografi eller en hårlock.